# قصر سنجر
منزل أو قصر سنجر، يعتبر من المنازل أو القصور الأثرية في الطائف وتعود ملكيته لأسرة آل سنجر.

## تاريخ إنشاء القصر
شيد القصر طاهر سنجر عام 1349هـ على وجه التقريب، وهو من الأسر العريقة بالطائف، وقد استعان بالأيدي المحلية والتركية عند بناء القصر

## الموقع
يقع في منطقة باب الريع بحي السلامة في آخر الجزء الشرقي من الحي.

## الحدود
- من الشمال شارع سيبويه.
- من الشرق شارع أبي جعفر المنصور.
- ومن الجنوب ملك الغير في مبنى ملاصق.
- ومن الغرب شارع الأصفهاني.[2]

## هندسة القصر الخارجية
بني القصر على نمط الفن الهندسي المعماري بالحجاز، ويتكون من أربعة أدوار (طوابق)، وللقصر رواشين تقع في الجهة الشرقية والشمالية من القصر، وقد بنيت من الحجر وبتشكيلات خاصة يتميز بها القصر بأكمله، كما يتميز ظاهر القصر بوجود الأقواس على هيئة بوابات الدواوين إزدانت بشبابيك خشبية ومع كثرتها – حوالي 120 شباك- إلا أنها تظهر بشكل جميل ومتناسق يدل على براعة مهندسي القصر ومصمميه.

## هندسة القصر الداخلية
يتميز القصر من الداخل بكثرة الغرف واسعة المساحات المتراصة، ويفضي إليها مجموعة دواوين، أما جدران القصر فمكسوة بالنورة، وتم طلاء غرفه من الداخل بطلاءات ناصعة بيضاء، وشكلت أسقف الغرف بأشكال رخامية مطلية بالجص مصنوعة بالأيدي، ويبلغ عدد الغرف في القصر 50 غرفة تقريبًا بينما حماماته لم تتعد العشرة، وتوجد أربعة مطابخ لتمويل وتموين الغرف وزعت هندسيًا لخدمة كل مجوهة من الغرف على حدة، وللقصر مجموعة أخرى من السلالم بمنافذ مختلفة تقود للأدوار العليا، وتخرج من جهة الشكال والغرب إلى فناء محدود المساحة إضافة إلى فناء ثالث بالجنوب تطل عليها نوافذ القصر الكثيرة -التي تجاوزت 120 نافذة كما ذكر- وللقصر باب صغير من الجهة الشرقية وبوابة من الجهة الشمالية وزينت البوابة بالفن التشكيلي.

## التكوين الجمالي للقصر
يمكن ملاحظة التكوين الجمالي للقصر من خلال النمط المعماري الآتي:
- العدد الكبير جدا من الشبابيك الخشبية المصنوعة بمهارة وإتقان
- الرواشين المبنية من الحجر والتي تبدأ من الأعلى الدور الثاني لنهاية المبنى بما لا يقل عن أربعة شبابيك كبار لكل روشن، وثمة مشربيات ملاصقة.
- توجد زخارف هندسية من الحجر وهي عبارة عن: (أقواس / أطواق دائرية/ براويز حجرية متوازية).
- «تمايز لوني بين الأبيض والبني متشكل دونما تضاد»

«وجميع ذلك التكوين بني على طريقة رص الحجر والطبقان وحفره ونقشه وتشكيله وزخرفته وكذا بالنسبة لخشب النوافذ والرواشين» 

## مواد البناء
- الحجر
- النوره
- البطحاء
- خشب الزان
- خشب العرعر[5]

## انظر ايضاً
- الطائف
- قصر شبرا (الطائف)
- بيت الكاتب